# Cừu Bovec
Cừu Bovec (tiếng Slovenia: Bovška Ovca, tiếng Ý: Plezzana, tiếng Đức: Krainer Steinschaf) là một giống cừu nội địa từ thung lũng trên của sông Soča hoặc Isonzo, hiện tại thuộc Slovenia. Loài này được đặt tên theo cả tiếng Slovenia và tiếng Ý theo các thị trấn Bovec hoặc Plezzo; trong thung lũng Trenta nó cũng có thể được gọi là Trentarka. Nó được nuôi dưỡng trong thung lũng Soča ở Slovenia, trong các khu vực của Resia và Tarvisio ở Friuli ở Ý, và ở Styria và Carinthia ở Áo. Loài này được nuôi lấy sữa và lấy thịt.

## Đặc điểm
Cừu Bovec có thể có màu trắng hoặc khoảng 30% các trường hợp, màu đen hoặc màu nâu. Chúng có đôi tai nhỏ, đôi chân ngắn, mỏng và bụng trần. Chân sau nghiêng về phía trước để chúng có thể đi bộ trên những đồng cỏ dốc dễ dàng.
Chiều cao của cừu đực là 64 cm (25 in) và cừu cái là 60 cm (24 in) tính đến vai. Cừu cái sinh sản đẻ khoảng 1,23 con cừu mỗi lứa, tiết sữa trong 210 ngày và trong thời gian đó có sản lượng 221 kg (487 lb) sữa với 6,3% chất béo.

## Số lượng
Vào năm 2012, tổng số cừu Bovec ở Slovenia là 3500 theo nguồn DAD-IS. Các nguồn khác ước tính số lượng cá thể thuần chủng khoảng 1200. Tổng số cá thể cừu Krainer Steinschaf ở Áo đã được báo cáo là trong khoảng 2719-4000 con vào năm 2012.
Plezzana là một trong bốn mươi hai giống cừu địa phương có phân bố hạn chế trong đó một cuốn sách được lưu giữ bởi Associazione Nazionale della Pastorizia, hiệp hội chăn nuôi cừu quốc gia Ý, vào năm 2013, cuốn sách này vẫn bị bỏ trống. Tổng số cá thể giống này ở Ý ước tính khoảng 40-50 con.